# Bertha Hope
Bertha (Rosamond) Hope (* 8. November 1936 in Vicksburg, Mississippi) ist eine amerikanische Jazzpianistin.

## Leben und Werk
Hope wuchs in Kalifornien auf. Seit 1960 war sie mit dem Pianisten Elmo Hope verheiratet, mit dem sie nach New York City zog und 1961 drei Duette aufnahm. Ihre erste Platte unter eigenem Namen veröffentlichte sie 1992. Dort wurde sie begleitet von Schlagzeuger Jimmy Cobb und dem Bassisten Walter Booker, mit dem sie in zweiter Ehe verheiratet war. Neben Originalkompositionen und Jazzstandards spielte sie dort auch „Something for Kenny“ von Elmo Hope. Auch auf späteren Alben mit Bookers Gruppe Elmollenium, zu der auch Roni Ben-Hur und Amy London gehörten, widmete sie sich gelegentlich den Kompositionen ihres ersten Mannes. Gemeinsam mit Paula Hampton und Carline Ray gründete sie die Band Jazzberry Jam!.

## Auswahldiskographie
- 1990 – In Search Of… Hope (SteepleChase, 1990) mit Walter Booker
- 1991 – Elmo´s Fire (SteepleChase, 1991) mit Walter Booker, Junior Cook
- 1992 – Between Two Kings (Minor Music) mit Walter Booker Jr., Jimmy Cobb
- 1999 – Nothin´ But Love (Reservoir) mit Walter Booker, Jimmy Cobb

## Lexikalischer Einztrag
- Richard Cook, Brian Morton: The Penguin Guide of Jazz on CD. 6. Auflage. Penguin, London 2002, ISBN 0-14-051521-6.